# Jay Baruchel

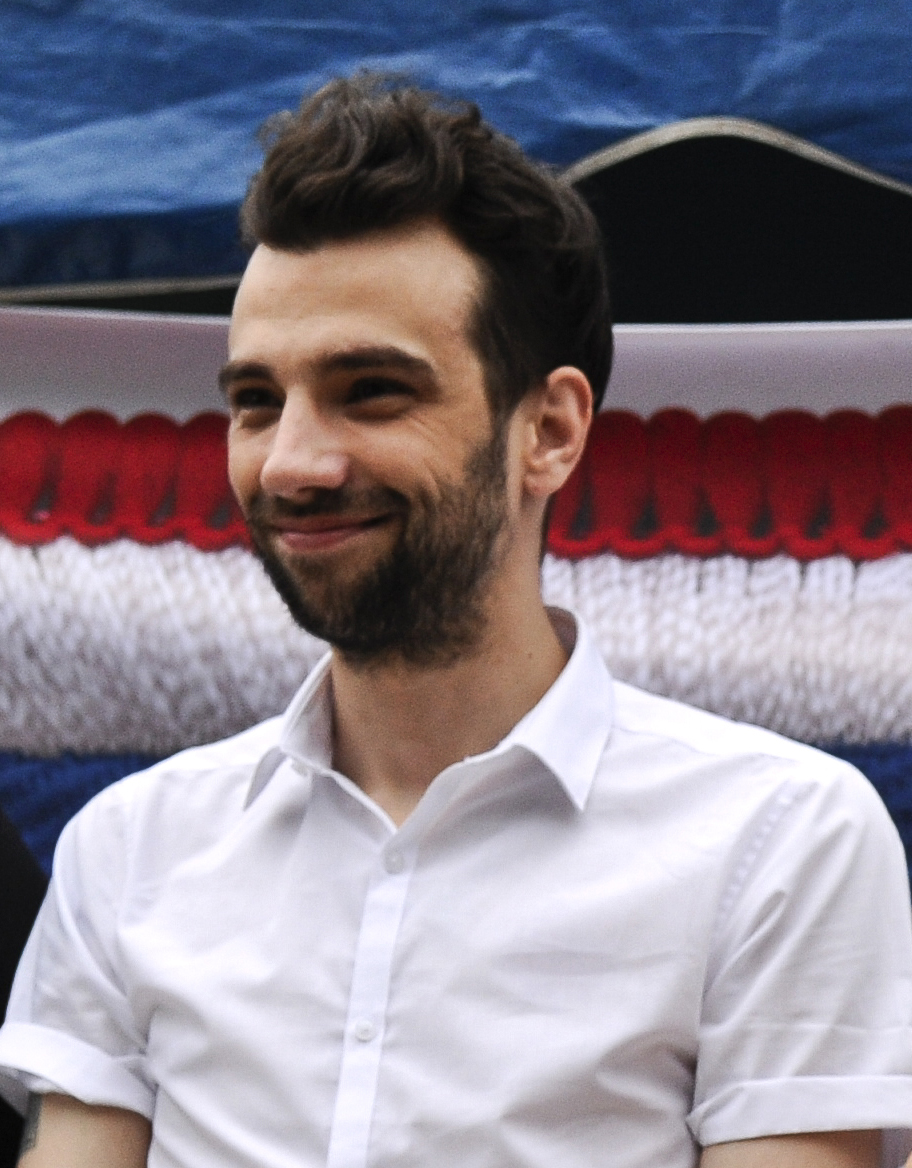
Jay Baruchel, 2014

Jonathan „Jay“ Adam Saunders Baruchel (* 9. April 1982 in Ottawa, Ontario) ist ein kanadischer Schauspieler, Filmemacher und Comedian.

## Leben

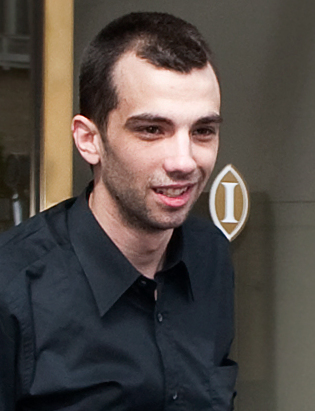
Jay Baruchel, 2009

Jay Baruchel wurde als Sohn von Serge Baruchel, einem Antiquitätenhändler, sowie Robyne Baruchel, einer Schriftstellerin, in Ottawa geboren; er hat eine jüngere Schwester, Taylor. Während sein Vater Jude ist, ist seine Mutter eine aus Irland stammende Katholikin. Jay selbst wurde im jüdischen Glauben erzogen.
Baruchel steht seit seinem 13. Lebensjahr vor der Kamera; sein Debüt als Schauspieler erfolgte 1995 in der kanadischen Fernsehserie Are You Afraid of the Dark? Zwischen 1997 und 1998 moderierte er außerdem an der Seite von Elisha Cuthbert die für Kinder konzipierte Fernsehsendung Popular Mechanics for Kids.
Baruchel besuchte dieselbe Highschool im Montrealer Bezirk Côte-des-Neiges–Notre-Dame-de-Grâce, wie schon zuvor die Schauspielgrößen William Shatner und Christopher Plummer.
Sein Durchbruch erfolgte im Jahr 2000, als er in Cameron Crowes Oscar-prämiertem Film Almost Famous – Fast berühmt eine kleine Nebenrolle übernahm. Kurz danach bekam er die Hauptrolle in der Jugendserie American Campus – Reif für die Uni?, die zwischen 2001 und 2002 produziert wurde.
Seitdem konnte Baruchel sowohl für kanadische als auch für US-amerikanische Filme und Fernsehserien verpflichtet werden, so 2004 in Million Dollar Baby.
2002 unternahm Baruchel einen Exkurs hinter die Kamera und produzierte den 17-minütigen Kurzfilm Edgar and Jane, bei dem er unter anderem das Drehbuch schrieb und als Filmproduzent und Filmregisseur für die Produktion verantwortlich zeichnete. Auch als Kameramann, Filmeditor und Verantwortlicher der Spezialeffekte war er beteiligt. 2017 wurde der von ihm inszenierte Goon: Last of the Enforcers, die Fortsetzung zu Goon – Kein Film für Pussies, veröffentlicht. 2019 inszenierte er Slasherman – Random Acts of Violence.
Jay Baruchel ist aber auch als Musiker aktiv und spielte als Jugendlicher Trommel in der kanadischen Musikband Martin.
Er lebt heute in Montreal und war von Mai 2011 bis Februar 2013 mit der kanadischen Schauspielerin Alison Pill verlobt.

## Filmografie (Auswahl)
Spielfilme
- 2000: Almost Famous – Fast berühmt (Almost Famous)
- 2002: Die Regeln des Spiels (The Rules of Attraction)
- 2003: Nemesis Game
- 2004: Million Dollar Baby
- 2005: Die Rückkehr der Zeitmaschine (Fetching Cody)
- 2007: Beim ersten Mal (Knocked Up)
- 2007: Just Buried
- 2007: Mein Name ist Fish (I’m Reed Fish)
- 2008: Tropic Thunder
- 2008: Fanboys
- 2008: Nick und Norah – Soundtrack einer Nacht (Nick and Norah’s Infinite Playlist)
- 2009: Nachts im Museum 2 (Night at the Museum: Battle of the Smithsonian)
- 2009: The Trotsky
- 2010: Zu scharf um wahr zu sein (She’s Out of My League)
- 2010: Drachenzähmen leicht gemacht (How to Train Your Dragon, Stimme von Hicks)
- 2010: Duell der Magier (The Sorcerer’s Apprentice)
- 2010: Good Neighbours
- 2011: Goon – Kein Film für Pussies (Goon)
- 2012: Cosmopolis
- 2013: The Art of the Steal – Der Kunstraub (The Art of the Steal)
- 2013: Das ist das Ende (This Is the End)
- 2014: RoboCop
- 2014: Drachenzähmen leicht gemacht 2 (How to Train Your Dragon 2, Stimme von Hicks)
- 2017: Goon: Last of the Enforcers
- 2019: The Kindness of Strangers
- 2019: Drachenzähmen leicht gemacht 3: Die geheime Welt (How to Train Your Dragon: The Hidden World, Stimme von Hicks)
- 2023: BlackBerry
- 2024: Human (Humane)

Fernsehserien
- 1995: Grusel, Grauen, Gänsehaut (Are You Afraid of the Dark?, 1 Folge)
- 1998: Eine lausige Hexe (The Worst Witch, 1 Folge)
- 2001–2002: American Campus – Reif für die Uni? (Undeclared)
- 2006–2007: Numbers – Die Logik des Verbrechens (NUMB3RS, 2 Folgen)
- 2012: Being Human (Folge 2x09)
- 2012–2018: DreamWorks Dragons
- 2015–2017: Man Seeking Woman
- 2019–2021: Weihnachten bei den Moodys (The Moodys, Fernsehserie, 14 Folgen)
- 2022: We’re All Gonna Die (Even Jay Baruchel) (6 Folgen)
- 2023: Fubar (Fernsehserie)